# NGC 5487
NGC 5487 في الفهرس العام الجديد، هي مجرة، تقع في كوكبة العواء. اكتشفت في 22 مارس 1868 بواسطة جورج ماري سيرل.

## روابط خارجية
- NGC 5487 على موقع ويكي سكاي: DSS2, SDSS, GALEX, IRAS, Hydrogen α, X-Ray, Astrophoto, Sky Map, Articles and images